# هارلي كوين سميث
هارلي كوين سميث (بالإنجليزية: Harley Quinn Smith) هي ممثلة أمريكية، ولدت في 26 يونيو 1999 في الولايات المتحدة.

## وصلات خارجية
- هارلي كوين سميث على موقع IMDb (الإنجليزية)
- هارلي كوين سميث على موقع ألو سيني (الفرنسية)
- هارلي كوين سميث على موقع ميوزك برينز (الإنجليزية)
- هارلي كوين سميث على موقع أول موفي (الإنجليزية)
- هارلي كوين سميث على موقع قاعدة بيانات الأفلام السويدية (السويدية)
- هارلي كوين سميث على موقع ديسكوغز (الإنجليزية)
- هارلي كوين سميث على موقع قاعدة بيانات الفيلم (الإنجليزية)
- هارلي كوين سميث على موقع كينوبويسك (الروسية)